# Nyakyusa-Ngonde
Nyakyusa ist eine Bantusprache, die im Süd-Westen Tansanias und Norden Malawis von der ethnischen Gruppe der Nyakyusa gesprochen wird. Sie gehört zur Guthrie-Zone M (Code 31). Sie wird in dem Gebiet gesprochen, das sich vom nördliche Ende des Malawi-/Nyassa-Sees hoch bis zu der ca. 100 km entfernten Stadt Mbeya erstreckt.

## Verbreitung des Nyakyusa
Das Projekt „Languages of Tanzania“ (LOT) beschreibt Nyakyusa im Jahr 2009 als eine der zehn größten Sprachen Tansanias, die hauptsächlich in den Distrikten Kyela, Rungwe, Busokelo und Mbeya Vijijini verbreitet ist. Die größten urbanen Zentren in diesem Gebiet sind Tukuyu und Kyela. Die Zahl der Sprecher liegt in Tansania zwischen 730.000 und 1.080.000 Personen. Die Zahl der Sprecher in Malawi wird auf ca. 300.000 Personen geschätzt.
Die mit Nyakyusa am engsten verwandten Sprachen sind Ngonde (M31d) und Ndali (M301). Häufig werden Nyakyusa und Ngonde als eine gemeinsame Sprache angesehen. Über das malawische Ngonde gibt es zurzeit nur wenige veröffentlichte Daten. Diese weisen jedoch auf große strukturelle Unterschiede der beiden Sprachen hin. Die sprachliche und kulturelle Nähe von Nyakyusa und Ndali hingegen wird auch in einem gemeinsamen Ursprungsmythos deutlich. Diesem Mythos zufolge waren Nyakyusa und Ndali Teil einer ethnischen Gruppe, die ihren Ursprung in Mahenge hatte, mehrere hundert Kilometer von ihren heutigen Heimatgebieten entfernt. Das Volk der Ndali nahm den längeren Weg ins Landesinnere, wodurch auch der Name Ndali, der „lang“ bedeutet, zustande gekommen sei. Ein anderer bekannter Mythos stellt jedoch einen gemeinsamen Ursprung mit den Kinga, einer anderen ethnischen Gruppe im heutigen Tansania, mit der wichtige Bräuche geteilt werden.
Im Laufe der Zeit haben sich die Namen geändert, die für das Volk der Nyakyusa und ihre Sprache verwendet wurden, und dadurch in der Literatur für einige Verwirrung gesorgt. Die ersten Europäer, die in das Gebiet der Nyakyusa kamen, reisten aus dem Süden an. Daher erreichten sie zuerst das Königreich Ngonde im heutigen Malawi. Daraufhin nannten sie alle nahe gelegenen Gruppen „Konde“. Diese Bezeichnung wurde demnach auch in ersten Beschreibungen der Sprache Nyakyusa von Europäern verwendet.
Der Name Nyakyusa geht auf den legendären Chief Mwakyusa zurück. Dessen Name wiederum hat die Bedeutung „Sohn der Kyusa“ (Hinweise zum matrilinearen Heiratssystem s. u. im Abschnitt Familiennamen). Das Präfix „nya-“ bezeichnet die Zugehörigkeit zu einer Gruppe, einem Clan oder einer Familie und ist ein weit verbreitetes Element in Bantusprachen.

## Gesellschaftliche Rolle des Nyakyusa
Nyakyusa wird von allen Generationen intensiv genutzt und auch von lokalen Nicht-Muttersprachlern gelernt. Nyakyusa fungiert weder als Unterrichtssprache, noch wird es als Unterrichtsfach in Tansania und Malawi gelehrt. Die Unterrichtssprache an staatlichen Grundschulen in ganz Tansania ist Swahili. Daher sind die meisten Nyakyusa-Sprecher bilingual in Swahili. Ab der Sekundarschule wechselt die Unterrichtssprache zum Englischen. Dies wird auch in den Universitäten und Ausbildungsstätten beibehalten.[1] Die beiden Amtssprachen Tansanias sind Swahili und Englisch. Nyakuysa zählt zu einer der ca. 120 anderen Sprachen ohne offiziellen Status, die in dem Land gesprochen werden. In Malawi hat Nyakyusa ebenfalls keinen offiziellen Status und wird staatlich nicht geförderte. Dadurch wird Nyakyusa hauptsächlich im privaten Sektor, also innerhalb der Familie, unter Freunden, auf Märkten und in religiösen Einrichtungen verwendet. Den Sprachen ohne offiziellen Status werden gesellschaftlich weniger Prestige zugesprochen als den Amtssprachen.

### Verschriftlichung des Nyakyusa
Aufgrund der gesellschaftlichen Stellung der Sprache Nyakyusa wurde sie bisher kaum sprachwissenschaftlich erfasst und untersucht. Die Verschriftlichung wurde zur Zeit der deutschen und britischen Kolonialisierung hauptsächlich von Missionaren durch Übersetzungen der Bibel und weiterer christlicher Schriften ins Nyakyusa vorgenommen. Die ersten Wortlisten wurden bereits in den 1890ern festgehalten. Von dem Zeitpunkt an wurde die Grammatik des Nyakyusa von überwiegend deutschen und britischen Linguisten akademisch aufgezeichnet. Die aktuellsten sprachwissenschaftlichen Veröffentlichungen gehen auf die Linguisten Amani Lusekelo und Bastian Persohn zurück. Die Organisation SIL International ist in Mbeya Region tätig und trägt durch Übersetzungsarbeit und Projekte zur Intellektualisierung und zum Spracherhalt der Sprache bei.

## Strukturelles Profil des Nyakyusa
In seinem gesamten morphologischen und syntaktischen Profil ist Nyakyusa eine typische Bantusprache mit einer grundlegender SVO-Wortstellung, einer sehr agglutinierenden Morphologie und einem ausführlichen Nominalklassen-System. Im Nyakyusa gibt es 16 phonemische Konsonanten (wenn die prenasalen Plosive als biphonemisch gezählten werden) und sieben Vokalqualitäten (/i, ɪ, e, a, o, ʊ, u/, orthographisch <i, ɨ, e, a, o, ʉ, u>). Grundsätzlich werden kurze und lange Vokale unterschieden. z. B. in ʊkʊtima „regnen“ vs. ʊkʊtiima „hüten, bewachen“. (Vgl. Persohn 2020: 31) Anders als viele andere Bantusprachen, ist Nyakyusa keine Tonsprache.

### Phonetik

#### Vokale

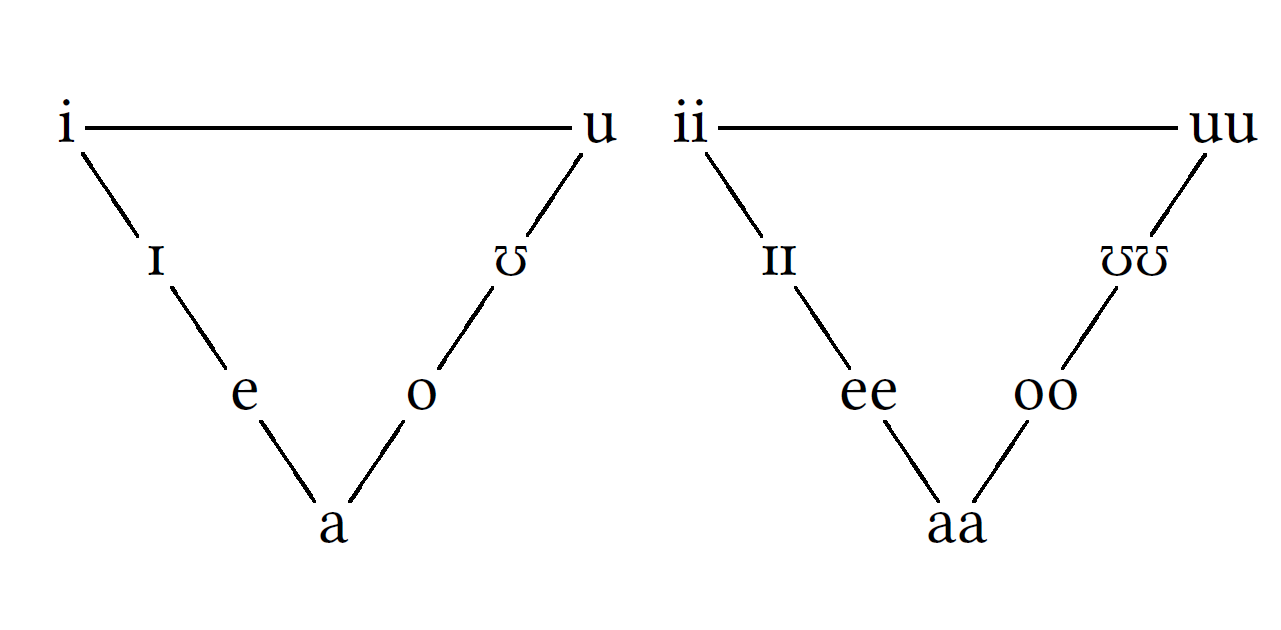
Nyakyusa Vokale

Im Nyakyusa gibt es, so wie es auch für Proto-Bantu angenommen wird, sieben verschiedene phonemische Vokalqualitäten. Phonetisch werden die mittleren Vokale als untermittelhohe Vokale [ɛ, ɔ] ausgesprochen. Die sieben Vokalqualitäten kommen alle sowohl als kurze als auch lange Vokale vor. Die langen Vokale werden schriftlich durch eine Verdoppelung des Vokalzeichens dargestellt. Die folgende Abbildung zeigt die kurzen und die langen Vokale des Nyakyusa dargestellt.
Die verschiedenen Vokallängen können die semantische Bedeutung einzelner Lexeme sehr beeinflussen, wie in den folgenden Beispielen deutlich wird:
- ʊkʊtima „regnen“ vs. ʊkʊtiima „hüten“
- ʊkʊmeta „schneiden (z.B. Haare)“ vs. ʊkʊmeeta „blöcken, meckern“
- ʊkʊsala „auswählen“ vs. ʊkʊsaala „glücklich sein“
- ʊkʊbola „schlecht werden, verfaulen“ vs. ʊkʊboola „schneiden, schlachten“
- ʊkʊfula „kastrieren“ vs. ʊkʊfuula „ausziehen, Knöpfe öffnen“

Kurze oder lange Vokale können aber auch grammatikalische Unterscheidungen anzeigen:
- ajengile „er/sie/es hat gebaut“ vs. aajengile „er/sie/es baute“
- ʊkʊmanya „kennen“ vs. ʊkʊʊmanya „mich kennen“

#### Konsonanten-Inventar
| [ 5 ]       | Bilabial | Dental | Alveolar | Palatal | Velar   | Glottal |
| Plosiv      | p        |        | t        | ɟ <j>   | k       |         |
| Nasal       | m        |        | n        | ɲ <ny>  | ŋ <ng’> |         |
| Frikativ    |          | f      | s        |         |         | h       |
| Approximant | β̞<b>     |        |          |         | ɰ <g>   |         |
| Lat. Appr.  |          |        | l        |         |         |         |
| Gleitlaut   |          |        |          | (j) <y> | (w)     |         |

#### Das Nyakyusa-Alphabet
Das Nyakyusa-Alphabet ist noch nicht allgemein verbindlich festgelegt worden. Im Folgenden werden zwei sich leicht unterscheidende Versionen des Nyakyusa-Alphabets dargestellt, zum einen die aus dem Wörterbuch von Felberg (1996) und zum anderen die der christlichen Nichtregierungsorganisation SIL International, die in der Sprachregion von Nyakyusa tätig ist und dort christliche Schriften und traditionelle Erzählungen verschriftlicht oder übersetzt.
| Nyakyusa-Alphabet (Felberg) |   |    |   |   |   |   |   |   |   |   |   |   |   |     |   |   |   |   |   |   |   |   |
| a                           | b | nd | e | f | g | h | i | í | j | k | l | m | n | ngʼ | o | p | s | t | u | ú | w | y |

| Nyakyusa-Alphabet (SIL) |   |   |   |   |   |   |   |   |   |   |   |    |   |    |    |     |    |    |   |   |   |   |   |   |   |   |
| a                       | b | e | f | g | h | i | ɨ | j | k | l | m | mb | n | nd | ng | ngʼ | nj | ny | o | p | s | t | u | ʉ | w | y |

### Morphologie

#### Nominalklassen
Viele Bantusprachen zeichnen sich durch ihre komplexen Nominalklassensysteme aus. Im Nyakyusa gibt es 18 Nominalklassen.
Das Nomen in Nyakyusa besteht aus drei Elementen; dem Augment, auch Prä-Präfix genannt, dem Klassenpräfix und dem Stamm. Wie in u-mu-ana „ein Kind“, wobei der erste Vokal u- das Augment, -mu- das Klassenpräfix und -ana den Stamm darstellt.
Der Vokal des Augments ist normalerweise derselbe wie der des Klassenpräfixes, wie in der folgenden Darstellung des Nominalklassensystems des Nyakyusa deutlich wird.
Nominalklassen-Affixe in Nyakyusa:
| Klasse | Augment | Präfix | Stamm   | Beispiel         | Glosse       | Bedeutungsfeld der Klasse                                    |
| 1      | u-      | -mu-   | -ndu    | umundu           | Person       | menschliche Wesen                                            |
| 2      | a-      | -ba-   | -ndu-   | abandu           | Personen     | Plural der Klasse 1                                          |
| 3      | u-      | -mu-   | -piki   | umupiki [umpiki] | Baum         | Naturphänomene und Pflanzen                                  |
| 4      | i-      | -mi-   | -piki   | imipiki          | Bäume        | Plural der Klasse 3                                          |
| 5      | i-      | -li-   | -fumbi  | ilifumbi         | Ei           | Früchte und landwirtschaftliche Erträge                      |
| 6      | a-      | -ma-   | -fumbi  | amafumbi         | Eier         | Plural der Klasse 5                                          |
| 7      | i-      | -ki-   | -kombe  | ikikombe         | Tasse        | Eigenschaften, Verhalten, Sprachen, Utensilien und Werkzeuge |
| 8      | i-      | -fi-   | -kombe  | ifikombe         | Tassen       | Plural der Klasse 7                                          |
| 9      | i-      | N      | -mbwa   | imbwa            | Hund         | Tiere, häufig verwendete Alltagsgegenstände                  |
| 10     | i-      | N      | -mbwa   | imbwa            | Hunde        | Plural der Klasse 9                                          |
| 11     | u-      | -lu-   | -bafu   | ulubafu          | eine Rippe   | lange, schmale Objekte                                       |
| 12     | a-      | -ka-   | -bwa    | akabwa           | kleiner Hund | große Mengen und Diminutive                                  |
| 13     | u-      | -tu-   | -bwa    | utubwa           | kleine Hunde | Plural der Klasse 12                                         |
| 14     | u-      | -bu-   | -mogi   | ubumogi          | Mode         | Charakteristiken, Materialien, Länder, abstrakte Begriffe    |
| 15     | u-      | -ku-   | -moga   | ukumoga          | tanzen       | Infinitive                                                   |
| 16     |         | pa-    | -kaja   | pakaja           | zu Hause     | Lokative „in der Nähe“                                       |
| 17     |         | ku-    | -sukulu | kusukulu         | zur Schule   | Lokative „weit weg, allgemeines Gebiet“                      |
| 18     |         | mu-    | -nyumba | munyumba         | in dem Haus  | Lokative „in, drin“                                          |

Beispiele von Nominalklassen-Übereinstimmungen (Konkordanz):
3) Umpiki ughu nnunu fijho. „Dieser Baum ist sehr schön.“
4) Imipiki ighi minunu fijho. „Diese Bäume sind sehr schön.“

7) Ikikombe iki kitaghajwike. „Diese Tasse ist zerbrochen.“
8) Ifikombe ifhi vitaghajwike. „Diese Tassen sind zerbrochen.“

#### Zahlen
Auch die niedrigen Zahlen in Nyakyusa haben das Nominalklassenpräfix vorangestellt. Dieses richtet sich nach dem Nomen, auf das sich die Zahl bezieht. In der folgenden Tabelle sind die Grundzahlwörter und Ordnungszahlen von eins bis zehn auf Nyakyusa dargestellt.
| Zahlenwert | Grundzahlwort  | Ordnungszahl |
| 1          | -amo           | kwanda       |
| 2          | -bili          | bubhili      |
| 3          | -tatu          | butatu       |
| 4          | -na            | buna         |
| 5          | -hano          | buhano       |
| 6          | -ntandatu      |              |
| 7          | -hano na -bili |              |
| 8          | lwele          |              |
| 9          | lwele na -mo   |              |
| 10         | kalongo        |              |

#### Verben
In der folgenden Tabelle sind einige der wichtigsten verbalen Paradigmen des Nyakyusa aufgeführt.
| Bezeichnung       | Form                         | Verwendung                                                                           |
| Präsens           | SM2-kʊ-VBa                   | Nicht-Präteritum, habituell/ generisch, um Zukunft auszudrücken (futurate)           |
| Negatives Präsens | SM-ti-kʊ-VB-a                | Negatives Pendant zum Präsens                                                        |
| Perfekt           | SM-a(lɪ)-VB-ile              | Vergangenheit,                                                                       |
| Past Imperfektiv  | SM-a-VB-aga                  | abgeschlossene Vergangenheit, habituell/generisch, Modalfunktionen                   |
| Futur             | aa=VB                        | Referenzrahmen, welcher in der Zukunft liegt                                         |
| Narrativ          | SM-lɪnkʊ-VB-a                | Erzählungen                                                                          |
| Imperativ         | VB-a(ga) VB-e(ge) mit OM̸=1sg | direkte Befehle an 2.Person singular                                                 |
| Subjunktiv        | SM-VB-e(ge)                  | vielseitig verwendbar, Anweisungen an mehrere Personen, Ermahnungen, Verpflichtungen |

Abkürzungen: SM – Subjektmarkierer, OM – Objektmarkierer, VB – Verbalstamm

### Syntax
Die grundlegende Wortfolge im Nyakyusa ist Subjekt-(Hilfsverb)-Verb-erstes Objekt- zweites Objekt(-Ergänzungen).
Beispiel Grundwortstellung:
a-lɪ       pa-kʊ-ba-p-a         a-ba-ana     ɪ-fi-ndʊ       pa-ka-aja
1-cop  16-15-2-geben-fv  aug-2-kind  aug-8-esse  16-12-zuhause
sie/er-seiend am-ihnen-geben den.Kindern das.Essen bei-Zuhause
„Sie ist dabei (ihnen) den Kindern zu Hause das Essen zu geben.“
Im Nyakyusa trägt das Nominalklassen-System eine wichtige Rolle. Innerhalb einer Nominalphrase ist die Konkordanz von dem jeweiligen Nomen und dem folgenden Adjektiv gegeben.Beispiel Nominalphrase:
ɪɪ-heela            ny-ingi
aug-Geld(10)   10-viel
„viel Geld“

#### Zahlen in Nyakyusa
Auch die niedrigen Zahlen in Nyakyusa haben das Nominalklassenpräfix vorangestellt. Dieses richtet sich nach dem Nomen, auf das sich die Zahl bezieht. In der folgenden Tabelle sind die Grundzahlwörter und Ordnungszahlen von eins bis zehn auf Nyakyusa dargestellt.
| Zahlenwert | Grundzahlwort  | Ordnungszahl |
| 1          | -amo           | kwanda       |
| 2          | -bili          | bubhili      |
| 3          | -tatu          | butatu       |
| 4          | -na            | buna         |
| 5          | -hano          | buhano       |
| 6          | -ntandatu      |              |
| 7          | -hano na -bili |              |
| 8          | lwele          |              |
| 9          | lwele na -mo   |              |
| 10         | kalongo        |              |

## Familiennamen in Nyakyusa
Traditionell beginnen alle Nachnamen im Nyakyusa mit dem Nominalpräfix Mwa-, was „Kind von x“ bedeutet. Die Namen Mwakyusa und Mwamukinga gelten als erste Nachnamen in dem Gebiet nördlich des Nyasasees und um den Berg Rungwe verbreitet waren.
Die Bedeutung des Namens Mwakyusa ist daher „Kind von Kyusa“, wobei Kyusa „homestead/Gehöft“ bedeutet. Der Name Mwamukinga bezieht sich auf Kinder von Kinga-Müttern. Die Kinga sind eine ethnische Gruppe, welche traditionell in einem benachbarten Gebiet der Nyakyusa leben.
Lobnamen, welche einer wichtigen Person im Clan oder in der Familie gegenüber Respekt ausdrücken, sind im Nyakyusa weit verbreitet. Diese Namen werden imbaalo genannt.

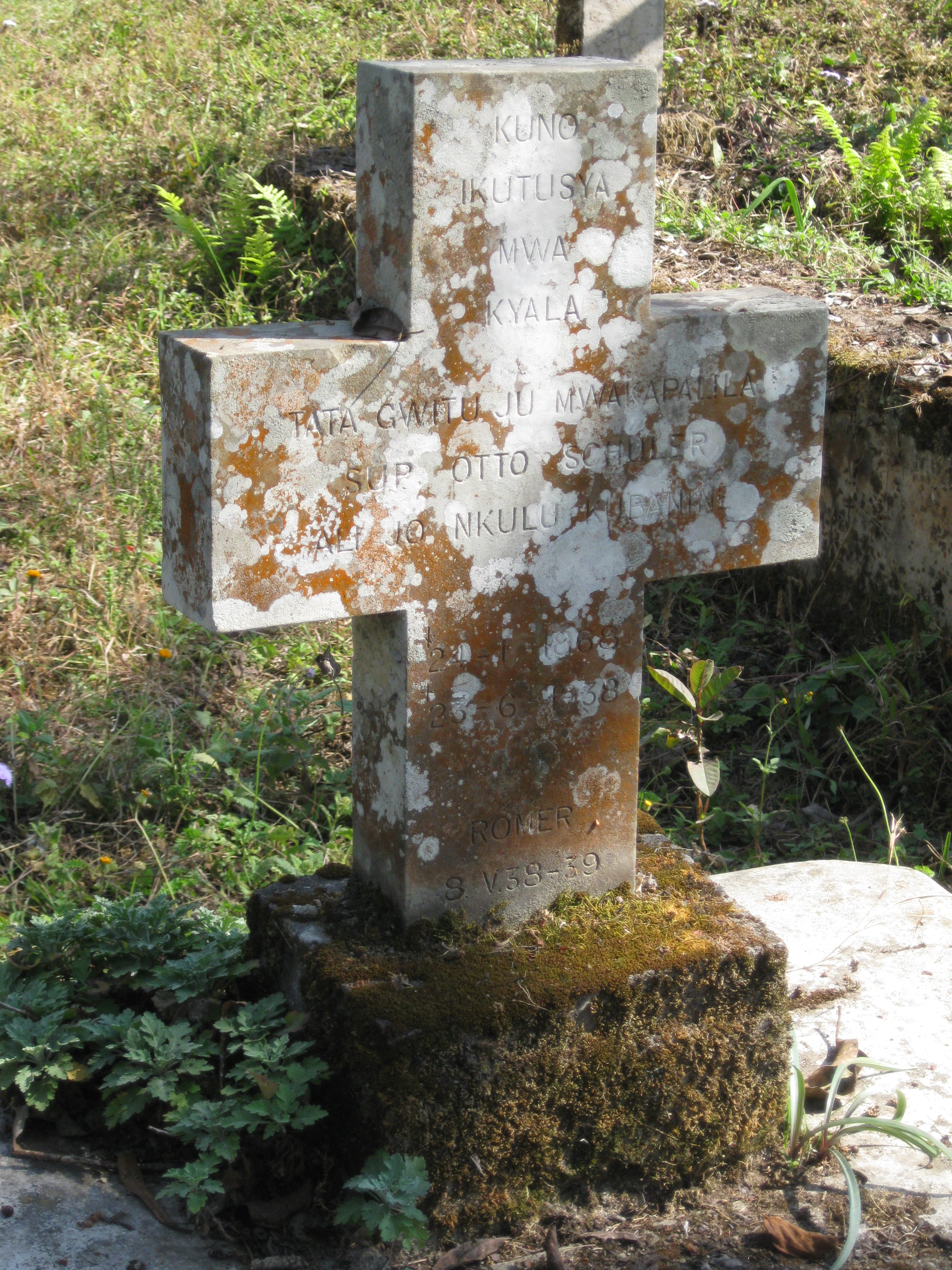
Grabstein des Missionars Schüler mit Inschrift auf Nyakyusa

Im Folgenden sind ein paar Beispiele dieser Lobnamen aufgelistet, welche aus dem Dorf Nkunga stammen:
- Kang’osi „ein kleines Schaf“
- Kiliba „ein Fundament“
- Kimelo „ein Setzling“
- Nsengandete „ein Schneidewerkzeug“

Traditionell lebten die Nyakyusa in einem patrilinearen System. Nur männliche Kinder konnten die Chiefwürde erlangen. Ebenso konnten Frauen und Mädchen keinen Besitz von ihren Vätern oder Ehemännern erben. Demnach detonieren die Mwa-Namen väterliche Abstammung. Jedoch war, vor allem bei wirtschaftlich ärmeren Bevölkerungskreisen auch ein matrilineares Heiratssystem verbreitet. Dadurch können die Nyakyusa Namen sowohl patrilineare als auch matrilineare Abstammung aufzeigen können. Das mütterliche basierte Namenssystem wird durch einige Namen deutlich, die ein zweites Präfix -sa- tragen. In diesen -sa--Namen steht das zweite Nominalpräfix für „Sohn der Mutter x“, wobei „x“ in der Regel ein geläufiges Nomen ist. Mwa-- und -sa- Namen beinhalten beide Lexeme, welche auch im Wörterbuch von Felberg (1996) zu finden sind.
Im Folgenden werden einige Namen und deren Bedeutung aufgelistet:
- Mwabwite „Sohn eines Kämpfers“
- Mwakololo „Sohn einer netten Person“
- Mwalwiba „Sohn des Unkrauts“
- Mwandisi „Sohn des Seils“
- Mwanjala „Sohn des Hungers“
- Mwasakilali „Sohn der Mutter des Feuerholzes“
- Mwasambili „Sohn der Mutter des Körpers“
- Mwasambogo „Sohn der Mutter der Büffel“
- Mwasandube „Sohn der Mutter des Hungers“
- Mwasanjala „Sohn der Mutter des Hungers“

## Beispieltext aus einer Geschichte auf Nyakyusa
(Quelle: )
AKAPANGO KA MALAFYALE KAPYUNGU
Nkiisu kɨmo, aaliko ʉmalafyale jʉmo ɨngamu jaake aalɨ jo Kapyungu. Umalafyale ʉjʉ aalɨ nɨ fipanga fitatʉ, ɨkya kwanda kyakooleligwaga ɨngamu ja Mpalanga, ɨkɨngɨ ɨngamu ja Mabifu, ɨkya bʉtatʉ Kasweswe.

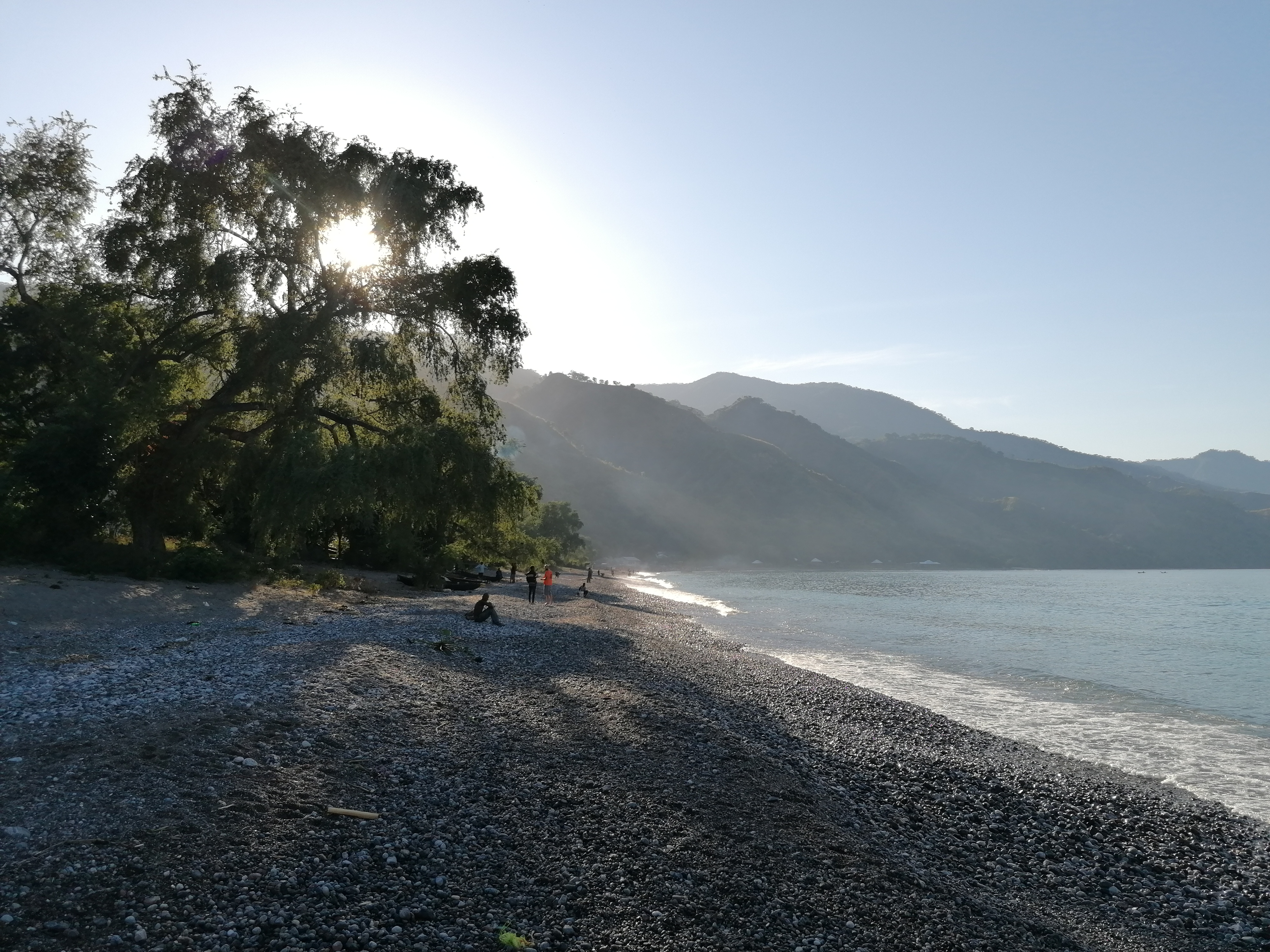
Matema beach am nördlichen Ende des Malawisees

Umalafyale jʉla, aapaapile abaana babɨlɨ abanyambala. Bo amasikʉ gaake agaa kʉfwa gasegeliile, aabakooliile abaanaake bo babɨɨlɨ, ʉkʉfuma kʉ twaja twabo. Bo bafikile alɨnkʉjoba kʉ baanaake alɨnkʉtɨ, „Mbakooliile ʉkʉti mbalagɨle amasyʉ bo ngaalɨ ʉkʉfwa, ʉkʉbʉʉka kʉno baliko baataata na baajʉʉba. Looli ɨsi ngʉbabʉʉla, aamusikolege fijo lɨnga mfwile. Gwe mwanangʉ gwe nkʉlʉmba, aakʉkabaga ɨkɨpanga ɨkya Mpalanga, nɨ kya Mabifu. Gwe nnandɨ kʉkabaga ɨkɨpanga ɨkya Kasweswe.“
Frei übersetzt ins Deutsche:
Geschichte des Chiefs Kapyungu
In einer Stadt gab es einen Chief, dessen Name Kapyungu war. Dieser Chief besaß drei Städte: die erste Stadt hieß Mpalanga, die zweite Stadt hieß Mabifu („Kochbanane“ auf Nyakyusa) und die dritte Stadt hieß Kasweswe („Vogel“ auf Nyakyusa).
Jener Chief hatte zwei Söhne. Als sich sein Todestag näherte, rief er seine beiden Kinder aus ihren Städten zu sich. Als sie angekommen waren, sprach er zu ihnen: „Ich habe euch hierher gerufen, um euch etwas zu sagen, bevor ich sterbe und an den Ort gehen werde, an den meine Mütter und Väter bereits gegangen sind. Aber haltet fest, was ich sage, wenn ich sterben werde. Du mein ältestes Kind wirst die Stadt Mpalanga und die Stadt Mabifu bekommen. Du mein jüngstes Kind wirst die Stadt Kasweswe bekommen.“